# Zishui, Henan
Zishui (kinesiska: 紫水) är ett stadsdelsdistrikt i Kina. Det ligger i provinsen Henan, i den centrala delen av landet, omkring 330 kilometer söder om provinshuvudstaden Zhengzhou. 